# Albert Bunjaku
Albert Bunjaku (Gnjilane, 29 de Novembro de 1983) é um futebolista kosovar, joga pelo FC Erzgebirge Aue.
Adotou a nacionalidade suíça e seleção deste país foi convocado para a Copa do Mundo FIFA de 2010. Em 2014, foi um dos participantes mais célebres do primeiro jogo em que a seleção kosovar teve chancela oficial da FIFA, um 0-0 contra o Haiti. No segundo jogo chancelado, na derrota de 6-1 para a Turquia, Bunjaku fez o primeiro gol da seleção independente kosovar.